# Prova de álcool

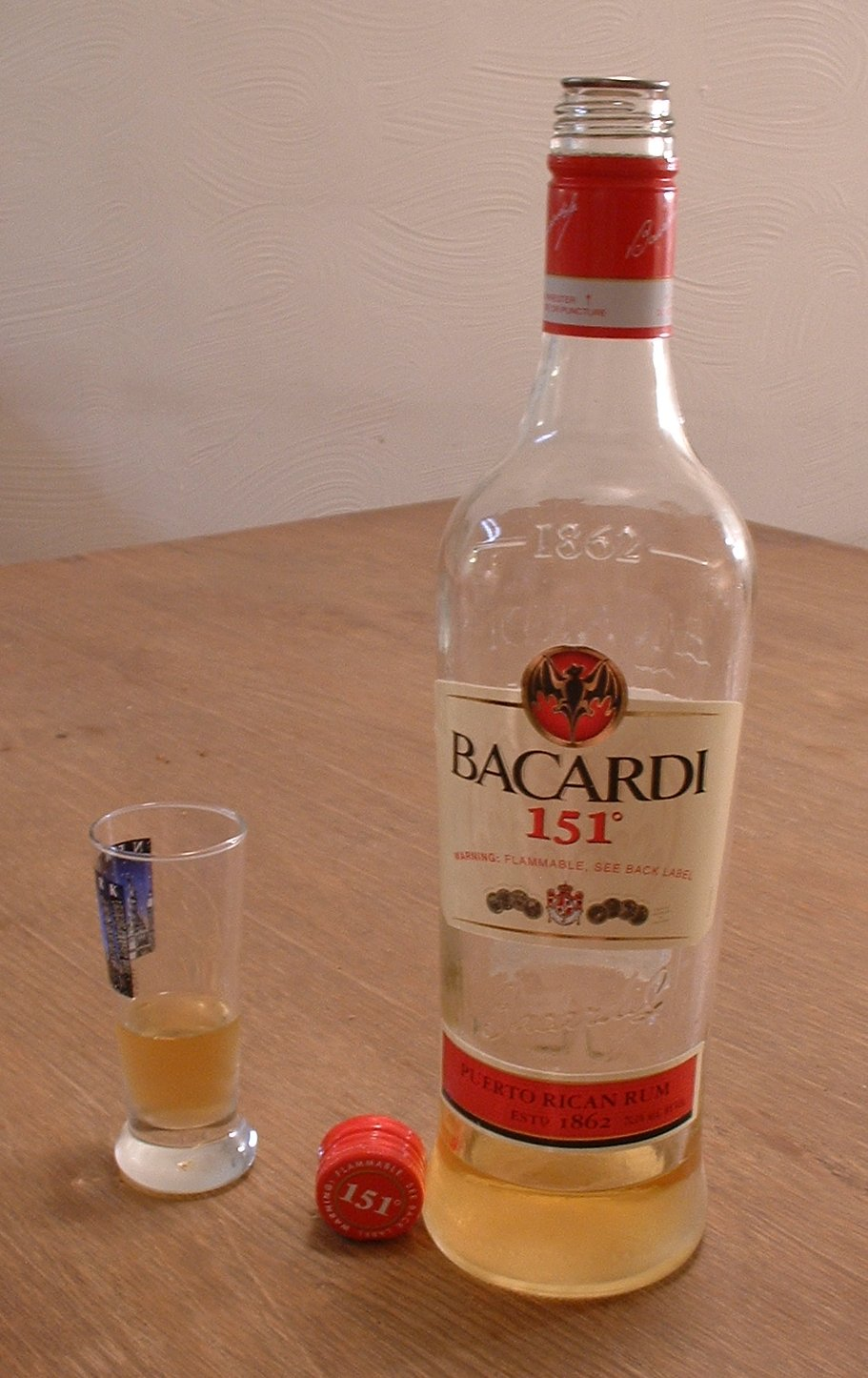
Uma garrafa de rum da Bacardi 151 ("over-proof")

A prova de álcool é uma medida do conteúdo de etanol (álcool) em uma bebida alcoólica. O termo foi originalmente usado na Inglaterra e foi igual a cerca de 1,821 vezes o volume de álcool (ABV). O Reino Unido agora usa o padrão ABV em vez de à prova de álcool. Nos Estados Unidos, a prova de álcool é definida como o dobro da porcentagem de ABV.
A medição do teor de álcool e a declaração de conteúdo em garrafas de bebidas alcoólicas é regulamentada por lei em muitos países.

## História
O termo proof remonta à Inglaterra do século XVI, quando as bebidas destiladas eram tributadas a taxas diferentes, dependendo do seu teor alcoólico. Os líquidos eram testados embebendo uma bola de pólvora neles. Se a pólvora ainda pudesse queimar, eram classificados como acima da prova e tributados em uma taxa mais alta. Como a pólvora não queimaria se embebida em rum que contivesse menos de 57,15% ABV, rum que continha esta percentagem de álcool foi definido como tendo cem graus de prova. O teste da pólvora foi oficialmente substituído por um teste de gravidade específica em 1816.
Desde o século XIX até 1 de janeiro de 1980, o Reino Unido media o teor de álcool em bebidas alcoólicas com gravidade de 12⁄13 que a da água, ou 923 kg/m3 e equivalente a 57,15% ABV.
O valor de 57,15% é muito perto da fracção 4⁄7 ≈ 0,5714. Isto levou à definição que 100 ° espírito prova tem um ABV de 4⁄7. Disto segue-se que, para converter o ABV expressa como uma percentagem para graus de prova, é apenas necessário multiplicar o ABV por 7⁄4. Assim puro álcool 100% terá 100 × (7⁄4) = 175 °, e uma prova espírito contendo 40% ABV terá 40 x (7⁄4) = 70° de prova.
O sistema de provas nos Estados Unidos foi estabelecido por volta de 1848 e se baseou no percentual de álcool, e não na gravidade específica. 50% de álcool por volume foi definido como 100 provas. Observe que isso é diferente da fração de volume de 50% (expressa como uma porcentagem); este último não leva em conta a mudança no volume de mistura, enquanto o primeiro faz. Para obter 50% de ABV a partir de álcool puro, a pessoa levaria 50 partes de álcool e diluiria a 100 partes de solução com água, ao mesmo tempo em que misturaria a solução. Para fazer 50% de fração de volume de álcool, uma pessoa levaria 50 partes de álcool e 50 partes de água, medidas separadamente, e depois as misturaria. O volume resultante não será 100 partes, mas entre 96 e 97 partes, uma vez que as moléculas de água menores podem ocupar parte do espaço entre as moléculas maiores de álcool.
O uso da prova como uma medida do teor de álcool é agora principalmente histórico. Hoje o licor é vendido na maioria dos locais com rótulos que indicam seu teor de álcool como uma porcentagem do volume de álcool (ABV).

## Regulamentação governamental

### União Europeia
A União Europeia (UE) segue as recomendações da Organização Internacional de Metrologia Legal (OIML). A Recomendação Internacional da OIML No. 22 (1973) fornece padrões para medir a força do álcool em volume e em massa. A preferência por um método sobre o outro não é indicada no documento, mas se for usado o teor alcoólico volumétrico, ele deve ser expresso como uma porcentagem (%) do volume total, e a mistura água/álcool deve ter uma temperatura de 20 °C (68 °F) quando a medição é feita. O documento não aborda a prova de álcool ou a rotulagem de garrafas.

### Reino Unido
Desde 1 de janeiro de 1980, o Reino Unido utilizou o padrão ABV para medir o teor de álcool, conforme prescrito pela União Europeia.
Em comum com outros países da UE, em 1 de janeiro de 1980, a Grã-Bretanha adotou o sistema de medição recomendado pela Organização Internacional de Metrologia Legal, um órgão com a maioria das principais nações entre seus membros. O sistema OIML mede a força do álcool como uma porcentagem do volume de álcool a uma temperatura de 20 °C. Ele substituiu o sistema Sikes de medir a resistência à prova de bebidas alcoólicas, que havia sido usado na Grã-Bretanha há mais de 160 anos.
A Grã-Bretanha, que costumava usar a escala Sikes para exibir provas, agora usa a escala europeia estabelecida pela Organização Internacional de Metrologia Legal (OIML). Essa escala, para todas as intenções e propósitos, a mesma que a escala Gay-Lussac (GL) usada anteriormente por grande parte da Europa continental, foi adotada por todos os países da Comunidade Europeia em 1980. Usando a escala OIML ou a A escala GL é essencialmente a mesma que a medição de volume de álcool, exceto que os números no último caso são expressos em graus, não em porcentagens e medidos a uma temperatura de 15 °C.

### Estados Unidos
Nos Estados Unidos, o teor de álcool é especificado como porcentagem de ABV. Para bebidas alcoólicas engarrafadas acima de cem mililitros contendo sem sólidos, teor de álcool real é permitido para variar dentro de 0,15% do ABV indicado no rótulo. Prova (o termo "prova de graus" não é usado), definido como o dobro da porcentagem de álcool por volume, também pode ser declarado. Por exemplo, o uísque pode ser rotulado como contendo 50% de álcool por volume e também como 100-prova; Uísque 86-prova contém 43% de álcool.
O Código de Regulamentações Federais (27 CFR [4-1-03 Edição] § 5.37 Teor de álcool) requer que os rótulos de licor precisem indicar a porcentagem de ABV. O regulamento permite, mas não exige, uma declaração da prova, desde que seja impressa perto do número ABV.

### Canadá
O Canadá rotula por porcentagem de álcool por volume. O antigo padrão de provas do Reino Unido ainda estava em uso em 1972.